# Brachypelma albopilosum
La taràntula ondada d'Hondures (Brachypelma albopilosum, del llatí albus, "blanc" i pilum, "pèl") és una espècie d'aranya migalomorfa de la família] Theraphosidae, amb un to enfosquit i uns llargs pèls sensitius.
El dimorfisme sexual és marcat, el mascle sol ser més petit que la femella i la reproducció en captivitat és senzilla. El seu manteniment en captivitat està molt estès i és similar a les altres taràntules del gènere Brachypelma. Tenen un verí lleu i llancen uns molests pèls urticants. Però són dòcils, i la femella pot viure fins a quinze anys.